# شيس هيشت
شيس هيشت (بالإنجليزية: Chic Hecht)‏ هو دبلوماسي وسياسي أمريكي، ولد في 30 نوفمبر 1928 في الولايات المتحدة، وتوفي بنفس المكان في 15 مايو 2006. حزبياً، نشط في الحزب الجمهوري. انتخب سفير وانتخب عضو مجلس الشيوخ الأمريكي عن دائرة نيفادا (3 يناير 1983 – 3 يناير 1989).